# National Advisory Committee for Aeronautics

NACA-logo

De NACA (National Advisory Committee for Aeronautics) was een Amerikaans federaal agentschap dat werd opgericht op 3 maart 1915 om aeronautisch onderzoek te doen, te promoten en te institutionaliseren. Op 1 oktober 1958 werd het opgeheven; het personeel en eigendommen vormden de kern van het net gevormde NASA.
De NACA hield zich in eerste instantie vooral bezig met experimenten in windtunnels aan vleugelprofielen. Het profiel van een vleugel is essentieel voor het vlieggedrag van vliegtuigen. Zo zorgt de vleugel voor de lift van het vliegtuig, maar ook voor veel weerstand. Dit alles is bovendien afhankelijk van de hoek waaronder de lucht aanstroomt. De NACA bedacht een systeem om de vorm van verschillende profielen aan te duiden, dit wordt aangeduid met de term NACA-profiel.

## Boeken
- John Henry, et al.  Orders of Magnitude: A History of the NACA and NASA, 1915-1990. https://web.archive.org/web/20210408021419/http://www.hq.nasa.gov/office/pao/History/SP-4406/cover.html